# Nowosiołowo (rejon nowosiołowski)
Nowosiołowo (ros. Новосёлово) – wieś (sieło) w Rosji, w Kraju Krasnojarskim, ośrodek administracyjny rejonu nowosiołowskiego. W 2010 liczyła 5980 mieszkańców.